# Округ Сидар (Ајова)
Сидар (енгл. Cedar County) је округ у америчкој савезној држави Ајова.

## Демографија
По попису из 2010. године број становника је 18.499, што је 312 (1,7%) становника више него 2000. године.
| Група             | 2000.          | 2010.          |
| Белци             | 17.804 (97,9%) | 17.897 (96,7%) |
| Афроамериканци    | 34 (0,2%)      | 52 (0,3%)      |
| Азијати           | 55 (0,3%)      | 85 (0,5%)      |
| Хиспаноамериканци | 171 (0,9%)     | 284 (1,5%)     |
| Укупно            | 18.187         | 18.499         |